# 东斜街 (西城区)
39°55′02″N 116°22′34″E / 39.9173582°N 116.3762058°E
东斜街，是位于北京市西城区中部的一条胡同。

## 简介
东斜街自东北向西南走向，东北到西黄城根南街，西南向南到灵境胡同、向西到西单北大街。原来是河道，明朝淤填成道路，因为走向从东北斜向西南，故称“斜街”。清朝，以甘石桥（该桥在如今灵境胡同西口附近）为界，以东称甘石桥东斜街（1911年后简称东斜街），以西称甘石桥西斜街（1911年后简称西斜街）。